# Kevin Francis (Skirennläufer)
Kevin Francis (* 13. Juni 1982 in Bend, Oregon) ist ein ehemaliger US-amerikanischer Skirennläufer, dessen Stärken vor allem in den schnellen Disziplinen Abfahrt und Super-G lagen. Seine größten Erfolge hatte Francis im Nor-Am Cup: Er gewann einmal die Super-G-Wertung und wurde zweimal Dritter im Gesamtklassement. Im Jahr 2008 gewann er die US-amerikanischen Meisterschaften im Super-G.

## Biografie
Francis bestritt seine ersten FIS-Rennen im Dezember 1997. Nach mehreren Top-Ten-Plätzen folgte im Februar 1999 der erste Start im Nor-Am Cup. Zwei Wochen später gewann er sein erstes FIS-Rennen. Im Jahr 2002 wurde er in den Kader des US-Skiteams aufgenommen. Bei den Juniorenweltmeisterschaften in Tarvisio belegte er Rang 17 in der Abfahrt und Rang 36 im Super-G. In der Saison 2002/03 gelangen Francis seine ersten Podestplätze im Nor-Am Cup. In zwei Abfahrten und einem Riesenslalom kam er jeweils auf den dritten Rang. Mit weiteren sechs Platzierungen unter den besten zehn erreichte er den dritten Rang im Gesamtklassement und Platz zwei in der Abfahrtswertung. Am Ende des Winters wurde er US-amerikanischer Vizemeister in der Abfahrt.
Zu Beginn des nächsten Winters fuhr Francis seine ersten drei Weltcuprennen. Sein bestes Resultat dabei war lediglich Platz 48 in der Abfahrt von Lake Louise, weshalb er danach wieder ausschließlich im Nor-Am Cup startete. Hier feierte er am 28. Februar 2004 im Super-G in Big Mountain seinen ersten Sieg und kam damit auf Platz drei in der Super-G-Wertung. Am 19. März 2004 kam er in der Abfahrt der US-Meisterschaften in Alyeska zu Sturz und zog sich dabei Bänderverletzungen im Knie zu, deren Folgen ihm auch noch im nächsten Winter beeinträchtigten. So kam er in der Saison 2004/05 nur dreimal unter die besten zehn in einem Rennen des Nor-Am Cups. Zu Beginn des nächsten Winters fuhr Francis wieder ein Weltcuprennen. In der Abfahrt von Beaver Creek belegte er Platz 42. Im Nor-Am Cup erreichte er in der Saison 2005/06 zwei Podestplätze und mehrere Top-Ten-Resultate, womit er Dritter in der Abfahrtswertung und jeweils Siebenter in der Gesamt- und Super-G-Wertung wurde.
Am Beginn der Saison 2006/07 nahm Francis an den Nordamerikarennen im Weltcup teil. Dabei erlitt er am 2. Dezember 2006 im Riesenslalom von Beaver Creek einen Knöchelbruch, weshalb er die Saison frühzeitig beenden musste. In der Saison 2007/08 war Francis im Nor-Am Cup wieder sehr erfolgreich. Er gewann zwei Super-Gs in Panorama und am Whiteface Mountain und kam zweimal auf Platz drei, wodurch er mit großem Vorsprung die Super-G-Wertung für sich entschied. Im Gesamtklassement erreichte er den dritten Platz. Am 25. März 2008 wurde er in Sugarloaf US-amerikanischer Super-G-Meister. Bei seinen einzigen beiden Weltcuprennen in diesem Winter kam er allerdings nie ins Ziel.
In der Saison 2008/09 nahm Francis an insgesamt acht Weltcuprennen teil, in die Punkteränge schaffte er es jedoch nie. Sein bestes Resultat war der 33. Platz in der Abfahrt auf der Streif in Kitzbühel am 24. Januar 2009. Im April 2009 gab Francis seinen Rücktritt vom Spitzensport bekannt.

## Sportliche Erfolge

### Juniorenweltmeisterschaften
- Tarvisio 2002: 17. Abfahrt, 36. Super-G

### Nor-Am Cup
- Saison 2002/03: 3. Gesamtwertung, 2. Abfahrt
- Saison 2003/04: 3. Super-G
- Saison 2005/06: 3. Abfahrt
- Saison 2007/08: 3. Gesamtwertung, 1. Super-G
- 10 Podestplätze, davon 3 Siege:

| Datum             | Ort                | Land   | Disziplin |
| ----------------- | ------------------ | ------ | --------- |
| 28. Februar 2004  | Big Mountain       | USA    | Super-G   |
| 10. Dezember 2007 | Panorama           | Kanada | Super-G   |
| 11. März 2008     | Whiteface Mountain | USA    | Super-G   |

### US-amerikanische Meisterschaften
- US-amerikanischer Meister im Super-G 2008
- Vizemeister in der Abfahrt 2003

### Weitere Erfolge
- 7 Siege in FIS-Rennen